# Eutolmus lavcievi
Eutolmus lavcievi là một loài ruồi trong họ Asilidae. Eutolmus lavcievi được Jelesova miêu tả năm 1974. Loài này phân bố ở vùng Cổ Bắc giới.